# Albanus
Cet article concerne le bateau finlandais. Pour le préfet romain, voir Albanus (fils de Bussullus).
L’Albanus est une goélette en bois construit de 1986 à 1988 dans un chantier naval provisoire de Mariehamn en Finlande.

## Histoire
L’Albanus est la réplique d'un bateau construit en 1904 par J.A. Henriksson dans l'île Åland qui était utilisé pour le transport de bois de construction, le poisson et d'autres produits alimentaires. 
L’Albanus est principalement utilisé comme navire-école pour former des adolescents à l'art de navigation à voile traditionnelle. Il s'avère être un voilier rapide.
Il participe aux Tall Ships' Races comme la Tall Ships Races 2013 en mer Baltique.